# Oberhessische Zeitung (Alsfeld)
Die Oberhessische Zeitung (kurz auch „OZ“ genannt) ist eine Lokalzeitung, die von Montag bis Samstag rund um Alsfeld (Vogelsbergkreis, Hessen) erscheint. Berichtet wird aus den Gemeinden Alsfeld, Antrifttal, Feldatal, Gemünden (Felda), Grebenau, Homberg (Ohm), Kirtorf, Romrod und Schwalmtal über politische, wirtschaftliche und gesellschaftliche Ereignisse.
Genau wie der Gießener Anzeiger, der Kreis-Anzeiger, der Lauterbacher Anzeiger, der Usinger Anzeiger und ehemals auch dem Gelnhäuser Tageblatt gehört die Oberhessische Zeitung zur Zeitungsgruppe Zentralhessen. Der Mantelteil all dieser Zeitungen wird vom Gießener Anzeiger gestaltet, während sich die Lokal- und Sportredaktion in Alsfeld befinden. Das bedeutet, das zweite Buch wird individuell gestaltet.
Die verkaufte Auflage beträgt 4266 Exemplare, ein Minus von 44,1 Prozent seit 1998.

## Geschichte
1833 erschien zum ersten Mal das Anzeigeblatt für Alsfeld und Umgebung. Das war der Vorläufer der Oberhessischen Zeitung. Ins Leben gerufen und verlegt wurde es von Friedrich Martin Ehrenklau, der zunächst in einer Tabakfabrik druckte und später die Druckerei in sein Haus verlegte. Die Druckerei befindet sich seit fünf Generationen in der Familie. Martin Ehrenklau, derzeitiger Besitzer des Familienbetriebs, vermietet das Gebäude, in welchem früher die OZ gedruckt wurde, an die Zeitungsgruppe Zentralhessen, dort befindet sich heute noch die Redaktion.

## Auflage

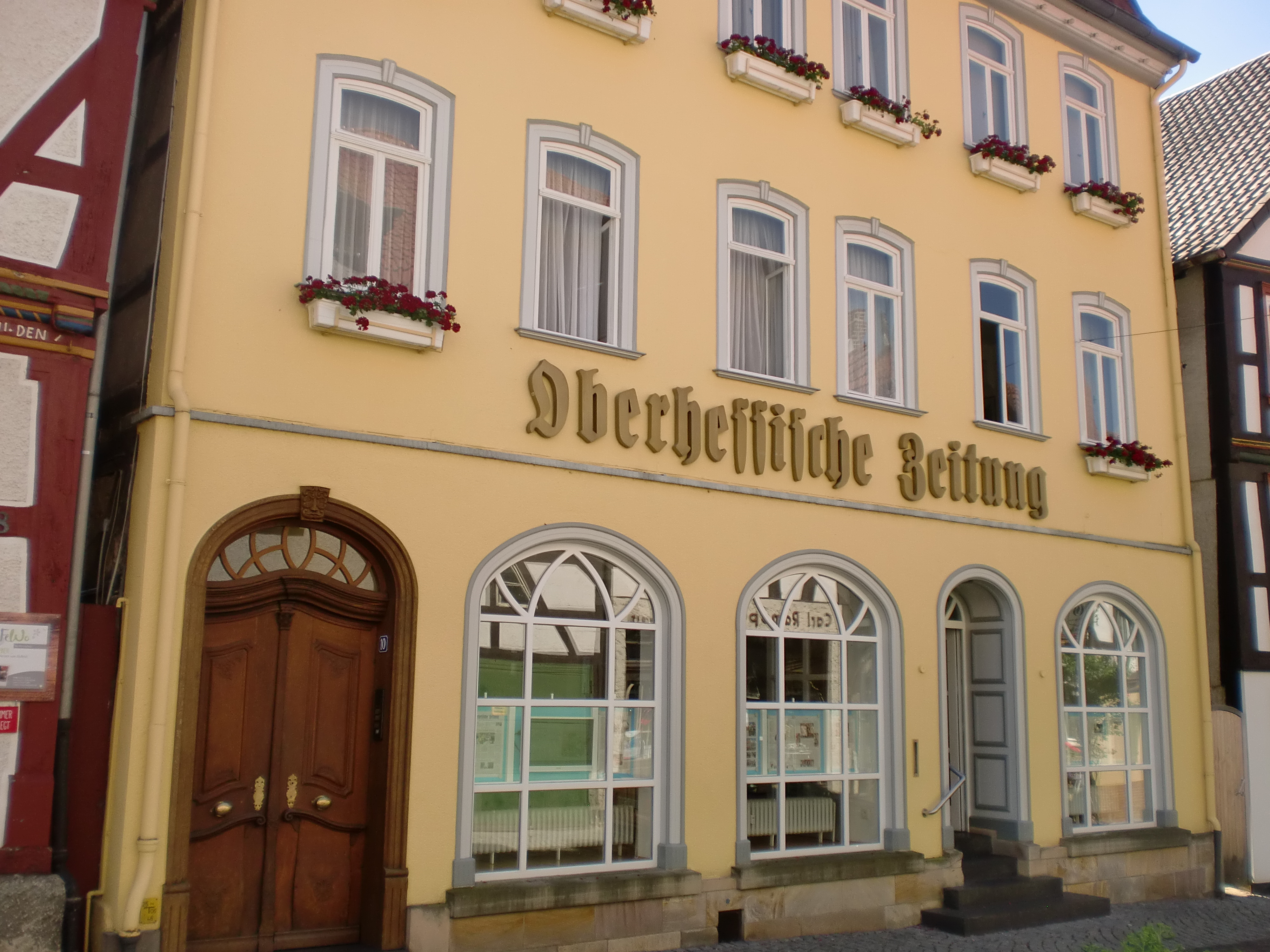
Das Redaktionsgebäude in der Alsfelder Altstadt

Die Oberhessische Zeitung hat wie die meisten deutschen Tageszeitungen in den vergangenen Jahren an Auflage eingebüßt. Die verkaufte Auflage ist in den vergangenen 10 Jahren um durchschnittlich 3,6 % pro Jahr gesunken. Im vergangenen Jahr hat sie um 8,4 % abgenommen. Sie beträgt gegenwärtig 4266 Exemplare. Der Anteil der Abonnements an der verkauften Auflage liegt bei 92,7 Prozent.
| 1998 | 1999 | 2000 | 2001 | 2002 | 2003 | 2004 | 2005 | 2006 | 2007 | 2008 | 2009 | 2010 | 2011 | 2012 | 2013 | 2014 | 2015 | 2016 | 2017 | 2018 | 2019 | 2020 | 2021 | 2022 | 2023 | 2024 |
| ---- | ---- | ---- | ---- | ---- | ---- | ---- | ---- | ---- | ---- | ---- | ---- | ---- | ---- | ---- | ---- | ---- | ---- | ---- | ---- | ---- | ---- | ---- | ---- | ---- | ---- | ---- |
| 7636 | 7589 | 7553 | 7484 | 7430 | 7366 | 7340 | 7218 | 7042 | 6929 | 6821 | 6731 | 6563 | 6452 | 6423 | 6258 | 6148 | 5984 | 5903 | 5746 | 5597 | 5417 | 5266 | 5153 | 4962 | 4659 | 4266 |

## Medien
Die OZ steht seit Dezember 2005 Abonnenten online zur Verfügung.
Des Weiteren betreibt die Oberhessische Zeitung eine Facebook-Seite, einen Twitter-Account sowie einen Instagram-Kanal, zudem eine News-App. Die App verbreitet Nachrichten des Lauterbacher Anzeigers und der Oberhessischen Zeitung. Für die App werden keine exklusiven Inhalte produziert, es werden lediglich Inhalte der kostenlosen Website in einem anderen, kostenpflichtigen Kanal weiterverwertet.